# Уполномоченный по защите прав предпринимателей в России
Уполномо́ченный по защи́те прав предпринима́телей — назначаемый Президентом России государственный гражданский служащий, который отвечает за организацию работы по внесудебному восстановлению нарушенных государственными органами прав бизнесменов, урегулировании возникающих споров между бизнесом и органами власти. Официальное название должности: «Уполномоченный при Президенте Российской Федерации по защите прав предпринимателей».
21 июня 2012 года на Петербургском международном экономическом форуме Президент России Владимир Путин объявил о своём решении назначить уполномоченным по защите прав предпринимателей главу «Деловой России» Бориса Титова. Указ о назначении был подписан на следующий день, 22 июня. 25 июня должность была внесена в реестр должностей федеральной государственной гражданской службы. С 22 июня 2022 года должность вакантна в связи с истечением двух сроков Бориса Титова.
Аппарат уполномоченного первоначально находился в Администрации Президента РФ. Однако в октябре 2012 года, Президент России отметил, что аппарат омбудсмена должен быть сформирован при Общественной палате. Впоследствии были внесены изменения в законодательство и с начала 2013 года аппарат уполномоченного работает на площадке Общественной палаты. По сообщениям в СМИ, в штате центрального аппарата предполагается 35 человек, являющихся госслужащими.

## История
В 2003 году в «Опоре России» было создано бюро по надзору за соблюдением прав предпринимателей и инвесторов. В первую очередь, для оказания юридической помощи предпринимателям для защиты их интересов при неправомерных действиях органов государственной власти и местного самоуправления.
В 2010 году первый заместитель председателя Правительства России Игорь Шувалов был назначен ответственным за координацию деятельности федеральных органов исполнительной власти по рассмотрению обращений российских и иностранных инвесторов, а также подготовку проектов соответствующих решений Правительства Российской Федерации (в средствах массовой информации должность именуется омбудсменом по инвестициям). Неформальным аппаратом омбудсмена Игоря Шувалова определён один из департаментов Минэкономразвития России (департамент инвестиционной политики и развития частно-государственного партнёрства). На конец 2011 года, из поступивших к омбудсмену 67 жалоб было решено 46.
С учётом опыта федерального омбудсмена, в 2011 году президентом России Дмитрием Медведевым в федеральных округах были назначены заместители полномочных представителей президента ответственными за оказание содействия бизнесу в реализации инвестиционных проектов.
В декабре 2011 года на личной встрече с председателем Правительства РФ Владимиром Путиным глава «Опоры России» Сергей Борисов предложил создать институт омбудсмена для бизнеса. Затем в январе 2012 года на заседании Комиссии по модернизации и технологическому развитию экономики России, под председательством Президента России Дмитрия Медведева снова прозвучало предложение от «Опоры России» об учреждении должности уполномоченного по защите прав предпринимателей. В Правительстве Российской Федерации началась проработка вопроса о создании отдельного института омбудсмена, включая определение специальных полномочий. В частности, разработкой концепции занималось Минэкономразвития России, так как именно в этом министерстве был создан первый в современной России аппарат омбудсмена по защите прав предпринимателей.
24 апреля 2012 года Президент России Дмитрий Медведев озвучил 5 ключевых мер качественного улучшения жизни предпринимателей в России, одной из которых было введение должности прокурора или специального уполномоченного по защите прав предпринимателей. Впоследствии Дмитрий Медведев наиболее активно поддерживал идею о создании структуры по защите предпринимателей в прокуратуре. Ввести институт уполномоченного по правам предпринимателей предлагал и Владимир Путин, представляя программу ста шагов, которые необходимо предпринять, чтобы России поднялась со 120-го на 20-е место в рейтинге инвестиционной привлекательности Doing Business от Всемирного банка.
Кроме того, после инаугурации в 2012 году, президент России Владимир Путин подписал указ об экономической политике, которым определялись цели экономического реформирования, а также ряд ключевых мер по их достижению. В том числе — создание института уполномоченного (срок — декабрь 2012 года).
В мае того же года в Генеральной прокуратуре было создано спецуправление по надзору за соблюдением прав предпринимателей, подчиняющееся первому заместителю генпрокурора Александру Буксману. В июне 2012 года на пост руководителя этого подразделения был назначен Алексей Пухов.
Таким образом, в настоящее время в государственных органах действует несколько институтов по защите прав предпринимателей:
- заместители полпредов в федеральных округах,
- управление в Генеральной прокуратуре
- назначенный президентом России Борис Титов.

Из этого списка осенью 2012 года вышел Игорь Шувалов, когда было отменено распоряжение председателя Правительства РФ о назначении его ответственным за координацию деятельности по рассмотрению обращений инвесторов.
По официальной версии, Борис Титов был выбран на роль уполномоченного по итогам «рейтингового голосования», на основе опроса предпринимательских общероссийских организаций. По данным в СМИ, решение о назначении принималось с учётом его политических заслуг. При этом мнение объединений бизнеса не учитывалось.

## Функции уполномоченного
Необходимость защиты бизнеса в государственном масштабе была продиктована как прессингом со стороны государственных структур, так и большим количеством уголовных дел, неправомочно возбуждаемых против предпринимателей, что тем самым тормозит развитие бизнеса в стране. Среди общего количества жалоб от малого и среднего бизнеса чаще всего выделяются претензии к деятельности правоохранительных органов и органов контроля. Так, по словам адвоката и члена правления РСПП Павла Астахова:

«…Более половины дел, заведенных на предпринимателей, не доходит до суда. На каждое дело приходится 2,5 ошибки. Из-за преследований бизнеса в среднем около 130 человек теряет работу — и это в рамках одного дела, которое, как я уже сказал ранее, может до суда и не дойти! По нашим данным, не половина, а 80 % дел оказываются незавершенными и закрываются. Практики привлечения к ответственности тех, кто это допустил, не существует».
В рамках исполнения Указа президента РФ № 596, в декабре 2012 года Правительством России были внесены в Государственную Думу проекты федеральных законов «Об уполномоченных по защите прав предпринимателей в Российской Федерации» и «О внесении изменений в отдельные законодательные акты Российской Федерации в связи с принятием Федерального закона „Об уполномоченных по защите прав предпринимателей в Российской Федерации“».

С января по конец апреля 2013 года в Государственной Думе велась доработка законопроектов. По мнению одного из членов профильного комитета Государственной Думы, готовившего проект закона к первому чтению, 
если принять законопроект в предложенном варианте, Уполномоченный не сможет эффективно и до конца выполнять возложенные на него задачи. В конечном итоге метод влияния сведется к обращениям в различные инстанции, а по силе влияния они не будут превышать силу депутатских запросов, которые общеизвестно недостаточно эффективны.В. Ф. Звагельский, депутат ГД ФС РФ
26 апреля закон «Об уполномоченных по защите прав предпринимателей в Российской Федерации» принят во втором и третьем чтениях, 27 апреля одобрен Советом Федерации и 7 мая подписан Президентом.
Федеральным законом учреждается отдельный государственный орган, подчиняющийся президенту РФ, возглавлять который и будет уполномоченный при президенте РФ по защите прав предпринимателей. Кроме того, омбудсмен наделяется специальными полномочиями. Ключевые из них:
- обращаться в суд с заявлением о признании недействительными решений государственных органов (за исключением прокуратуры, Следственного комитета и судебных органов) и муниципалитетов;
- обращаться в суд с исками о защите прав предпринимателей и групп юридических лиц (предпринимателей);
- обжаловать вступившие в силу судебные акты арбитражных судов;
- получать от органов государственной власти и муниципалитетов необходимую информацию;
- беспрепятственно посещать органы государственной власти и органы местного самоуправления при предъявлении служебного удостоверения;
- без специального разрешения посещать обвиняемых и осужденных по «предпринимательским статьям» в местах содержания под стражей и учреждениях, исполняющих уголовные наказания;
- участвовать в выездных проверках государственными органами предприятий;
- направлять президенту РФ и в Правительство РФ предложения об отмене или изменении нормативных правовых актов, регулирующих предпринимательскую деятельность.

Кроме того, определены требования для кандидатов на должность уполномоченного: граждане России, не моложе 30 лет, имеющие высшее образование. При этом бизнес-омбудсмену после назначения запрещается быть членом Совета Федерации, депутатом и заниматься предпринимательством. Состоять в политических партиях и общественных объединениях разрешено.
Рядом полномочий наделяются также и региональные омбудсмены, которые будут назначены в соответствии с нормами федерального закона «Об уполномоченных по защите прав предпринимателей в Российской Федерации». Закон обязывает региональные власти согласовывать назначение и отстранение от должности региональных уполномоченных.
В декабре 2019 года на базе института Уполномоченного при Президенте Российской Федерации по защите прав предпринимателей была создана должность Общественного омбудсмена в сфере защиты прав высокотехнологичных компаний-лидеров. Этот пост заняла Наталья Попова — первый заместитель генерального директора компании «Иннопрактика».

## Порядок рассмотрения жалоб
В соответствии с законодательством, уполномоченный обязан рассматривать все жалобы предпринимателей, и в течение 3 дней принимать решение о принятии в работу жалобы, либо направлять мотивированный отказ, о чем должен уведомить заявителя в течение трёх дней. При этом к рассмотрению уполномоченный может не принимать жалобы в которых не указаны фамилия или почтовый (электронный) адрес.
Основания для отказа в принятии жалобы в работу однозначно регламентированы законодательством:
- текст жалобы невозможно прочитать;
- неоднократное обращение по одному и тому же вопросу, если по нему уже давались разъяснения;
- ответ по жалобе потребует разглашения государственной тайны.

По жалобам, которые приняты в работу, уполномоченный обязан отчитываться перед заявителями не реже 1 раза в 2 месяца.

## Уполномоченный при Президенте России по защите прав предпринимателей
| ФИО                 | Фотография | Предыдущая деятельность                                                                                       | Дата назначения (переназначения) | Дата освобождения от должности | Срок (дни) | Пр.                                                         |
| Титов Борис Юрьевич |            | Председатель общероссийской общественной организации «Деловая Россия», генеральный директор ОАО «Абрау-Дюрсо» | 22.06.2012; 21.06.2017           | 22.06.2022                     | 4791       | Работает в статусе госслужащего, без специальных полномочий |

## Региональные омбудсмены
Одновременно с созданием федерального института по защите прав предпринимателей в регионах учреждаются собственные институты Уполномоченных, в том числе при содействии или при участии Уполномоченного Бориса Титова.
| Регион                  | Дата формирования    | Персона | Пр                          |
| Архангельская область   | 2 апреля 2013 года   | Уполномоченный при Губернаторе Архангельской области по защите прав предпринимателей Евменов Николай Викторович                                                                                    | [ 34 ]                      |
| Волгоградская область   | февраль 2013 года    | Андрей Александрович Ващенко |                             |
| Калининградская область | 6 февраля 2014 года  | Уполномоченный по защите прав предпринимателей в Калининградской области Нижегородова Светлана Борисовна                                                                                           |                             |
| Москва                  | 14 января 2014 года  | Уполномоченный по защите прав предпринимателей в городе Москве Минеева Татьяна Вадимовна | [ 35 ]                      |
| Мурманская область      | 4 декабря 2013 года  | Уполномоченный при Губернаторе Мурманской области по защите прав предпринимателей Игорь Морарь | [ 36 ]                      |
| Нижегородская область   | 31 мая 2012 года     | Уполномоченный по защите прав предпринимателей в Нижегородской области |                             |
| Новгородская область    | 10 февраля 2012 года | Первый заместитель главы администрации области Александр Габитов | [ 37 ]                      |
| Пензенская область      | 2012 год             | Начальник Управления оценки регулирующего воздействия — уполномоченный по защите прав инвесторов и предпринимателей Министерства инвестиционного развития и предпринимательства Пензенской области | [ 38 ] [ 39 ]               |
| Пермский край           | 21 февраля 2013 года | Уполномоченный по защите прав предпринимателей в Пермском крае Новоселов Павел Юрьевич | ,                           |
| Псковская область       | 28 апреля 2015 года  | Уполномоченный по защите прав предпринимателей Аркадий Мурылёв | [ 42 ] [ 43 ]               |
| Республика Алтай        | 29 декабря 2012 года | Уполномоченный Леонид Ефимов | [ 38 ] [ 44 ]               |
| Республика Башкортостан | 3 марта 2012 года    | Уполномоченный Рафаиль Гибадуллин | [ 38 ] [ 45 ] [ 46 ] [ 47 ] |
| Республика Ингушетия    | 25 июля 2012 года    | Уполномоченный по правам предпринимателей в Республике Ингушетия Мурат Хаматханов | [ 48 ] [ 49 ] [ 50 ]        |
| Республика Мордовия     | 30 ноября 2020 года  | Уполномоченный по защите прав предпринимателей в Республике Мордовия Елена Юрченкова | [ 51 ]                      |
| Самарская область       | 30 ноября 2013 года  | Уполномоченный по защите прав предпринимателей в Самарской области Харченко Эдуард Иванович | [ 52 ]                      |
| Санкт-Петербург         | 13 декабря 2012 года | Руководитель регионального отделения «Деловой России» Александр Абросимов | [ 53 ]                      |
| Ставропольский край     | 21 апреля 2017 года  | Уполномоченный по защите прав предпринимателей в Ставропольском крае Кирилл Александрович Кузьмин                                                                                                  | [ 54 ]                      |
| Тверская область        | 25 июня 2014 года    | Уполномоченный по защите прав предпринимателей в Тверской области Стамплевский Антон Владимирович                                                                                                  | [ 55 ] [ 56 ]               |
| Тульская область        | апрель 2013 года     | Уполномоченный по защите прав предпринимателей в Тульской области Головин Александр Юрьевич | [ 57 ]                      |
| Ульяновская область     | 24 мая 2011 года     | Уполномоченный Анатолий Сага | [ 38 ] [ 58 ]               |
| Чувашия                 | 2017 год             | Рыбаков Александр Николаевич |                             |

## [41]Примечания
1. 1 2 3  Указ Президента РФ от 22.06.2012 № 879 «Об уполномоченном при президенте Российской Федерации по защите прав предпринимателей» (недоступная ссылка)
2. ↑  Expert.ru: Защита интересов бизнеса. Дата обращения: 30 апреля 2020. Архивировано 1 августа 2017 года.
3. ↑  Указ Президента РФ от 25.06.2012 № 894 «О внесении изменений в Реестр должностей федеральной государственной гражданской службы»
4. ↑  Руководство и основные должностные лица Администрации президента РФ. Дата обращения: 28 июня 2012. Архивировано 7 апреля 2015 года.
5. ↑  Совещание по вопросам защиты прав предпринимателей. Администрация Президента Российской Федерации. 12 октября 2012. Архивировано 14 октября 2012. Дата обращения: 12 октября 2012.
6. ↑  Корченкова, Наталья (4 декабря 2012). Бориса Титова вписывают в бюджет Общественной палаты. Коммерсантъ. Архивировано 21 мая 2013. Дата обращения: 13 апреля 2013.
7. ↑  Козлов, Петр (30 января 2013). Аппараты Астахова и Титова не вместились в Общественной палате. Известия. Архивировано 19 апреля 2013. Дата обращения: 13 апреля 2013.
8. ↑  Зыкова, Татьяна (26 июля 2012). Защита Титова. «Российская газета» —- Федеральный выпуск № 5842 (169). Архивировано 30 октября 2012. Дата обращения: 26 июля 2012.
9. ↑  Бюро по защите прав предпринимателей и инвесторов. «Опора России» (28 января 2003). Дата обращения: 4 июля 2012. Архивировано из оригинала 10 декабря 2011 года.
10. ↑  Бюро по надзору за соблюдением прав предпринимателей при ОПОРЕ РОССИИ (недоступная ссылка — история). «Опора России» (старый сайт) (28 января 2003). Дата обращения: 4 июля 2012.
11. ↑  Распоряжение Правительства Российской Федерации от 2 августа 2010 г. N 1298-р г. Москва. Дата обращения: 30 апреля 2020. Архивировано 19 сентября 2020 года.
12. ↑  Инвесторы поверили, что инвестиционный омбудсмен решит их проблемы (недоступная ссылка)
13. 1 2  Дмитрий Медведев ввел институт инвестиционных уполномоченных. Дата обращения: 30 апреля 2020. Архивировано 16 октября 2011 года.
14. ↑  У бизнесменов должны быть региональные омбудсмены. Дата обращения: 25 июня 2012. Архивировано из оригинала 4 октября 2012 года.
15. ↑  Распоряжение Президента РФ от 03.08.2011 N 535-рп «Об инвестиционных уполномоченных в федеральных округах» (недоступная ссылка)
16. 1 2  Баданин, Роман (21 июня 2012). «Как Борис Титов стал бизнес-омбудсменом при Путине». Forbes. Архивировано 24 июня 2012. Дата обращения: 9 июля 2012. {{cite news}}: Неизвестный параметр |coauthors= игнорируется (|author= предлагается) (справка)
17. ↑  Президент провёл заседание Комиссии по модернизации и технологическому развитию экономики России. Дата обращения: 22 июня 2012. Архивировано 20 июня 2012 года.
18. ↑  Раздел I, Итоги заседания президиума Правительства России от 9 февраля 2012 года  (недоступная ссылка с 24-05-2013 [4455 дней])
19. ↑  Медведев вспомнил старые обещания
20. ↑  Премьер пообещал — президент исполняет. Предприниматели будут защищены осенью.
21. 1 2  Инвестиционно привлекательный прокурор. Дата обращения: 22 июня 2012. Архивировано 28 июня 2012 года.
22. ↑  Газета.ру: 100 шагов Путина. Дата обращения: 23 июня 2012. Архивировано 26 апреля 2012 года.
23. 1 2  Указ президента РФ от 07.05.2012 № 596 «О долгосрочной государственной экономической политике». Дата обращения: 23 июня 2012. Архивировано из оригинала 20 августа 2013 года.
24. ↑  В Генпрокуратуре назначен начальник управления по надзору за соблюдением прав предпринимателей
25. ↑  Бутрин, Дмитрий (8 октября 2012). Омбудсменов постепенно сокращают. Коммерсантъ. Архивировано 10 октября 2012. Дата обращения: 10 октября 2012.
26. ↑  Распоряжение от 04.10.2012 № 1837-р. Правительство РФ. Дата обращения: 10 октября 2012. Архивировано 4 марта 2016 года.
27. ↑  Встреча с Уполномоченным по защите прав предпринимателей Борисом Титовым. «Официальный сайт Президента РФ» (5 июля 2012). Дата обращения: 7 июля 2012. Архивировано 26 сентября 2012 года.
28. 1 2  Малый и средний бизнес под большой нагрузкой. Коммерсантъ (4 марта 2019). Дата обращения: 30 сентября 2019. Архивировано 30 сентября 2019 года.
29. ↑  В Государственную Думу внесен законопроект «Об уполномоченных по защите прав предпринимателей в Российской Федерации». Государственная Дума Российской Федерации. 7 декабря 2012. Дата обращения: 3 января 2013.{{cite news}}:  Википедия:Обслуживание CS1 (url-status) (ссылка)
30. 1 2  Автоматизированная система обеспечения законопроектной деятельности: "Законопроект № 185348-6 Об уполномоченных по защите прав предпринимателей в Российской Федерации". Государственная Дума Российской Федерации. Дата обращения: 3 января 2013. Архивировано 27 сентября 2019 года.
31. ↑  Президент России. Президент Российской Федерации. Дата обращения: 12 мая 2013. Архивировано 16 мая 2013 года.
32. ↑  Яна Милюкова, Ирина Юзбекова. Заместитель Катерины Тихоновой в фонде «Иннопрактика» станет хайтек-омбудсменом. Forbes Russia (10 декабря 2019). Дата обращения: 25 мая 2021. Архивировано 25 мая 2021 года.
33. ↑  Юлия Ермилова. Омбудсмен Наталья Попова: миссия — помочь инновационным компаниям одолеть «долину смерти». ТАСС (23 марта 2020). Дата обращения: 25 мая 2021. Архивировано 12 июня 2021 года.
34. ↑  Официальный сайт. Дата обращения: 10 января 2014. Архивировано 10 января 2014 года.
35. ↑  Руководство. Дата обращения: 25 марта 2019. Архивировано 25 марта 2019 года.
36. ↑  Губернатор Марина Ковтун провела рабочую встречу с назначенным на должность уполномоченного по защите прав предпринимателей Мурманской области Игорем Морарем (недоступная ссылка)
37. ↑  Новгородские бизнесмены ни разу не пожаловались инвестиционному обмудсмену Архивная копия от 12 апреля 2021 на Wayback Machine Защитой прав новгородских предпринимателей займётся первый вице-губернатор Архивная копия от 5 марта 2016 на Wayback Machine
38. 1 2 3 4  В Нижегородской области появится уполномоченный по защите прав предпринимателей. Дата обращения: 28 июня 2012. Архивировано из оригинала 17 мая 2013 года.
39. ↑  Институт инвестиционных уполномоченных. Дата обращения: 28 июня 2012. Архивировано 24 декабря 2017 года.
40. ↑  На страже интересов бизнеса. Дата обращения: 14 марта 2013. Архивировано из оригинала 4 марта 2016 года.
41. 1 2  Уполномоченный по защите прав предпринимателей в Пермском крае. Дата обращения: 20 июня 2022.
42. ↑  Аркадий Мурылёв сложит депутатские полномочия, чтобы занять должность регионального бизнес-омбудсмена. Дата обращения: 22 октября 2015. Архивировано 2 февраля 2016 года.
43. ↑  Мурылёв Аркадий Анатольевич. Дата обращения: 22 октября 2015. Архивировано 2 февраля 2016 года.
44. ↑  Деловой портал Горно-Алтайска и республики Алтай. Дата обращения: 26 декабря 2019. Архивировано из оригинала 4 марта 2016 года.
45. ↑  Открылась официальная приемная Уполномоченного по правам предпринимателей в Республике Башкортостан (недоступная ссылка)
46. ↑  Уполномоченный по правам предпринимателей в РБ (недоступная ссылка)
47. ↑  Уполномоченный по правам предпринимателей в Республике Башкортостан проведет первый официальный прием предпринимателей Башкирии. Дата обращения: 28 июня 2012. Архивировано 4 марта 2016 года.
48. ↑  Указ Главы Республики Ингушетия от 25 июля 2012 г. N 132 "Об Уполномоченном по правам инвесторов и предпринимателей в Республике Ингушетия". Дата обращения: 3 апреля 2013. Архивировано 4 марта 2016 года.
49. ↑  http://www.ingushetia.ru/m-news/archives/017342.shtml/ Архивная копия от 9 мая 2013 на Wayback Machine Бизнес в Ингушетии будет защищать институт Уполномоченного по правам предпринимателей
50. ↑  http://ombudsmanbiz.ru/main.php?mid=114/ (недоступная+ссылка) Уполномоченный по защите прав предпринимателей в Республике Ингушетия
51. ↑  Уполномоченным по защите прав предпринимателей в Республике Мордовии назначена Елена Юрченкова. Дата обращения: 1 декабря 2020.
52. ↑  Официальный сайт. Дата обращения: 6 января 2015. Архивировано 21 марта 2015 года.
53. ↑  Бизнес-омбудсменом Петербурга станет глава региональной «Деловой России» Александр Абросимов. Фонтанка.ру. 13 декабря 2012. Архивировано 16 декабря 2012. Дата обращения: 13 декабря 2012.
54. ↑  Кирилл Кузьмин назначен бизнес-омбудсменом Ставропольского края. stapravda.ru (24 октября 2016). Дата обращения: 10 ноября 2021. Архивировано 10 ноября 2021 года.
55. ↑  Антон Стамплевский назначен на должность бизнес-омбудсмена Тверской области. Дата обращения: 21 февраля 2019. Архивировано 21 февраля 2019 года.
56. ↑  Уполномоченный по защите прав предпринимателей в Тверской области. Дата обращения: 21 февраля 2019. Архивировано 13 января 2019 года.
57. ↑  Уполномоченный по защите прав предпринимателей в Тульской области // Об Уполномоченном. Дата обращения: 9 июля 2014. Архивировано 2 июля 2014 года.
58. ↑  Официальный сайт уполномоченного по правам предпринимателей в Ульяновской области. Дата обращения: 28 июня 2012. Архивировано 12 марта 2013 года.